# Барух Спиноза
Бенедикт де Спиноза (на нидерландски: Baruch Spinoza; на латински: Benedictus de Spinoza) е виден нидерландски философ. Еврейското му име, дадено след раждането му, е Барух Спиноза (Baruch Spinoza), християнско-португалското име, с което е бил познат в общността, в която израсъл, е Бенту де Ешпиноза (Bento de Espinosa). Като учен се нарича сам на латински Benedictus de Spinoza. (Имената Бенедикт, Барух и Бенту означават „благословен“.) Заедно с Рене Декарт и Готфрид Лайбниц той е един от великите рационалисти във философията на 17 век. Смята се за основател на съвременния библейски критицизъм. Негов магнум опус е „Етика“.
Спиноза е потомък на португалски евреи, избягали от Светата Инквизиция. Получава добро религиозно образование и изучава Талмуда, но насоката на размислите му започва да тревожи равините, опасяващи се от влиянието на атеизма. Те предлагат на Спиноза 1000 гулдена, за да не разпространява възгледите си, но той отказва. В резултат 24-годишният младеж е призован пред равинския съд, който го отлъчва от синагогата и от общността, в която израсъл. Впоследствие той започва да се нарича Бенедикт. Отказва се от наследството си в полза на сестра си и изкарва прехраната си с шлифоване на лещи. Спиноза умира от туберкулоза в квартирата си в Хага. Той е погребан в двора на църквата Нюве Керк в Хага. Надгробната му плоча е надписана на нидерландски и иврит.

## Семеен произход
Някои историци спорят, че семейство Спиноза (Espinosa на португалски) произхожда от Еспиноса де лос Монтерос (исп. Espinosa de los Monteros близо до Бургос, Испания). Други твърдят, че те са португалски евреи, които се преместват в Испания а след това са изгонени обратно в своята родина през 1492 г. само за да бъдат насилствено превърнати в католици през 1498 г. Бащата на Спиноза е роден приблизително един век след това принудително преминаване в друга вяра в малкия португалски град Видигейра близо до Бежа в Алентежу. Когато бащата на Спиноза е още дете, дядото на Спиноза, Исак де Спиноза (който бил от Лисабон), отвежда семейството си в Нант, Франция. Те са прогонени през 1615 г. и се преместват в Ротердам, където Исак почива през 1627 г. Бащата на Спиноза, Мигел, и неговия чичо, Мануел, се преместват в Амстердам, където отново приемат юдаизма. Мануел променя своето име на Abraão de Spinoza, въпреки това неговото „търговско“ име си е все същото.

## Детство и юношество
Барух Спиноза е роден в Амстердам, Холандия. Неговата майка, Ана Дебора, втората съпруга на Мигел, почива когато Барух е само на шест години. Мигел е преуспял търговец и Барух е възпитан в духа на еврейските обичаи.
Посещава йешива Кетер Тора (Keter Torah), ръководена от равин Сол Леви Мортейра (Saul Levi Morteira) и поддържа връзка с равин Манасе Бен Исраел (Manasseh Ben Israel), чийто дом бил център за еврейски ученици в Амстердам.
След известно време обаче неговата критична и любопитна природа щяла да влезе в конфликт с еврейската общност.
Войните с Англия и Франция отнемат живота на баща му и намаляват рязко състоянието на неговото семейство, но той успява да отстъпи отговорността за занаята и неговите дългове на своя брат, Габриел, и да се отдаде на философията и оптиката.

## Противоречиви идеи и еврейска реакция
На 27 юли 1656 г. издава писмена заповед за неговото отлъчване от еврейската общност.
Макар че езикът на наредбата е необикновено груб, точната причина за отлъчването на Спиноза не е посочена. Въпреки това според философа Стивън Надлър добре обоснованото предположение е съвсем просто: „Без съмнение той дава израз точно на тези идеи, които скоро ще се появят в неговите философски трактати. В тези творби Спиноза отрича безсмъртието на душата; силно отрича представата за предвидлив Бог – Богът на Авраам, Исак и Яков; и твърди, че законът нито е буквално даден от Бог, нито обвързан с евреите. Може ли да има някаква тайна затова защо един от най-дръзките и радикални мислители в историята е бил санкциониран от едно ортодоксално еврейско общество?“
Oтлъчването на Спиноза е извършено чрез публично отричане.
След отлъчването си Спиноза живее и работи в училището на Францискус ван ден Енден (Franciscus van den Enden), който го учи на латински и вероятно го запознава с модерната философия, въпреки че Спиноза не споменава Ван ден Енден никъде в своите книги и писма. В началото на 1660-те Ван ден Енден е считан за картезианец и атеист, на когото е забранено да разпространява своите доктрини публично. Неговите книги са поставени в католическия списък на забранените книги. Философът Ричард Попкин поставя под въпрос историческата правдивост на тази заповед за отлъчването на Спиноза, твърдейки, че тя се появява близо 300 години след смъртта му.
Спиноза се запознава с няколко членове на еклектична секта, склонни към рационализъм. Много от неговите приятели принадлежат към отцепнически християнски групи, които се срещат редовно като дискусионни групи и които отричат властта на утвърдените църкви, както и традиционните догмати.
Учебници и енциклопедии често изобразяват Спиноза като самотна душа, която си изкарва прехраната като шлифова лещи; всъщност той има много приятели, но свежда своите нужди до минимум. Критикът М. Стюърт Фелпс отбелязва: „Никой не е достигал по-близо до идеалния живот на философа от Спиноза“. Друг критик, Харолд Блум (Harold Bloom), написва: „Като учител на реалността, той практикуваше своята собствена мъдрост и положително беше едно от най-образцовите човешки същества, които някога са живели“. Според Ню Йорк Таймс: „На външен вид е бил непринуден, но не равнодушен. Начинът му на живот е извънредно скромен и уединен; често не напуска стаята си дни наред. Също така е невероятно пестелив; понякога неговите разходи възлизат само на няколко пенса на ден“. Според Харолд Блум и Чикагска трибуна (Chicago Tribune): „Той изглежда не е имал никакъв сексуален живот“.
Спиноза има кореспонденция също и с Петер Серариус (Peter Serrarius), радикален протестант и хилиастки търговец. Вярва се, че Серариус е бил покровител на Спиноза в даден момент след неговото преминаване в друга вяра. До началото на 60-те години на 17 век името на Спиноза става по-широкоизвестно и накрая Готфрид Лайбниц и Хенри Олденбург го посещават, както е посочено в книгата на Матю Стюарт „The Courtier and the Heretic“. Спиноза води кореспонденция с Олденбург до края на живота си.
Трудовете на Рене Декарт са описани като „отправната точка на Спиноза“. Първата публикация на Спиноза е неговото геометрично обяснение на Декарт, части първа и втора от Принципите на философията на Декарт (1663). Спиноза се присъединява към Лайбниц и Декарт като „рационалисти“, а не като „емпиристи“. От декември 1664 до юни 1665 г. Спиноза се залавя с кореспонденция с Блиенберг (Blyenbergh), самодеен калвинистки теолог, който запитва Спиноза относно дефиницията на злото. По-късно, през 1665 г., уведомява Олденбург, че е започнал да работи върху нова книга, „Теолого-политически трактат“, публикувана през 1670 г. Лайбниц не се съгласява със Спиноза в своето „Отхвърляне на Спиноза“ (Refutation of Spinoza), но също така е известно, че той се е срещал със Спиноза най-малко веднъж (както е споменато по-горе) и неговият собствен труд поразително прилича на определени важни части от философията на Спиноза.
Когато обществената реакция на анонимно издадения „Теолого-политически трактат“ е изключително неблагосклонна към неговия „картезианизъм“, Спиноза е принуден да се въздържа от публикуването на още свои творби. Предпазлив и независим, той носи пръстен с печат, на който са гравирани неговите инициали, роза и думата „caute“ (на лат. Предпазливо). Eтика и всички други творби, с изключение на „Принципите на философията“ на Декарт и „Теолого-политически трактат“, са публикувани след смъртта му, в Opera Posthuma, редактирана тайно от неговите приятели, за да бъде избегнато конфискуване и унищожаване на ръкописи. Етика съдържа предимно все още неразгадани неясности и е описана като „изключително загадъчен шедьовър“.

## Зрели години
Спиноза прекарва последните 21 години от живота си, пишейки и учейки като частен ученик. Той проповядва философия на толерантност и човеколюбие. Антъни Готлийб го описва като водещ „свят живот“.
Спиноза се мести от Амстердам в Райнсбурх (Rijnsburg), близо до Лайден, около 1661 г., а по-късно живее във Вурбург (Voorburg) и Хага. Припечелва достатъчно от шлифоването на лещи. Докато този аспект от неговия живот е неоспорван, типът лещи, които той изработва, e под въпрос. Някои изследователи казват, че той произвежда отлични лупи, докато някои историци го описват като производител на лещи за очила. Той е подкрепян от малки, но редовни дарения от близки приятели.
Почива през 1677 г., докато все още работи върху политическа теза. Неговата преждевременна смърт вероятно се дължи на белодробна болест, може би силикоза в резултат на вдишването на прах от стъклата на лещите, които шлифова. По-късно от неговия дом в Хага е направен параклис.
Само година по-рано Спиноза се среща с Лайбниц в Хага, за да дискутира своята философска творба, Етика, завършена през 1676 г. Когато се завръща в Германия, Лайбниц започва да плагиатства дотогава все още непубликувана творба. Тази среща е описана в книгата на Матю Стюърт The Courtier and the Heretic. Спиноза никога не се жени, нито става баща. Когато умира, той е считан за светец от християнското население и е погребан на света земя.

## Философия
Спиноза вярва, че Бог съществува и е абстрактен и безличен. Системата на Спиноза придава ред и единство на традиционната радикална мисъл, предлагайки силни оръжия за превъзмогване на „получената власт“.
Като юноша първоначално той подкрепя дуалистичното вярване на Декарт, че тяло и разум са две отделни субстанции, но по-късно променя своите възгледи и твърди, че те не са отделни, бидейки една цялост. Той спори, че всичко, което съществува в природата (всичко във Вселената), е една Реалност (субстанция) и че съществува само една поредица от закони, управляваща цялата действителност, която ни заобикаля и от която ние сме част. Спиноза разглежда Бог и Природата като две имена за една и съща реалност, а именно единствената субстанция (означаваща по-скоро „това, което се намира под повърхността“, отколкото „материя“; първоосновата на битието), която е основата на Вселената и от която всички по-малки „единици“ всъщност представляват изменения, че всички неща са предопределени от Природата да съществуват и пораждат последици и че сложната верига от причина и следствие е разбрана само частично. Неговото отъждествяване на Бог с природата е по-цялостно обяснено в неговата посмъртно публикувана Етика. Това, че хората предполагат, че имат свободна воля, той спори, е резултат от тяхното осъзнаване за стремежи, макар че те са неспособни да разберат причините защо искат и действат по начина, по който действат. Спиноза е определен от един писател като „епикурейски материалист“.
Спиноза спори, че „Deus sive Natura“ (Бог или Природа) се състои от безкрайно много свойства, сред които са мисъл и размножаване. Неговото обяснение за същността на реалността, в такъв случай, изглежда разглежда физическия и душевния свят като едно и също. Универсалната субстанция се състои и от двете – тяло и разум, като между тези аспекти няма разлика. Тази формулировка е исторически важно решение на проблема „тяло-разум“, известен като неутрален монизъм. Системата на Спиноза също така представя Бог, който не властва над Вселената посредством провидението, а Бог, който сам представлява детерминистичната система, от която е част всичко в природата. Следователно според това схващане на системата на Спиноза, Бог би бил природният свят и не би имал индивидуалност (би бил безличен).
В допълнение към субстанцията, другите две фундаментални концепции, които Спиноза представя и развива в своята Етика, са атрибут – това, което ума възприема като съставляващ същността на субстанцията, и mode – измененията на субстанцията или това, което съществува във и е схванато чрез нещо друго, различно от себе си.
Спиноза е безкомпромисен детерминист, който счита, че абсолютно всичко, което се случва става посредством необходимостта. За него дори човешкото поведение е изцяло установено, а свободата представлява нашата способност да знаем, че сме твърдо решени и да разберем защо действаме по начина, по който действаме. Следователно свободата не е възможността да кажем „не“ на това, което ни се случва, а възможността да кажем „да“ и да разберем напълно защо нещата трябва задължително да се случат по този начин. Формирайки „по-адекватна“ представа затова какво правим и нашите емоции, ние се превръщаме в адекватната причина за своите действия (вътрешни или външни), която се свързва с увеличение в активността (в сравнение с пасивността). Това означава, че ние ставаме едновременно по-свободни и повече като Бог, както Спиноза спори в Scholium to Prop. 49, част II. Все пак Спиноза също смята, че всичко трябва задължително да се случи по начина, по който се случва. Следователно хората нямат свободна воля. Те вярват обаче, че тяхната воля е свободна. В своето писмо до Шулер той пише: „Хората съзнават своите желания и не забелязват причините, които ги пораждат“.
Философията на Спиноза има много общо със стоицизма дотолкова, доколкото двете философии се опитват да изпълнят лечебна роля, учейки хората как да достигнат до щастието. Все пак Спиноза рязко се отличава от останалите стоици в едно важно отношение: той напълно отхвърля тяхното твърдение, че здравият разум би могъл да надделее над емоцията. Напротив, твърди той, емоцията може да бъде изместена или победена само от по-силна емоция. За него решаващото различие е между активни и пасивни емоции, първите от които са тези, които са рационално разбрани, а другите – тези, които не са. Той също твърди, че знанието за истинските причини на пасивната емоция може да я трансформира в активна, по този начин изпреварвайки една от ключовите идеи на психоанализата на Зигмунд Фройд.
Някои от философските становища на Спиноза са:
- Природният свят е безкраен.
- Добро и лошо са свързани с човешкото удоволствие и болка.
- Всичко, сътворено от човека и други животни, е прекрасно и божествено.
- Всички права произтичат от държавата.
- Животните могат да бъдат използвани от хората по всякакъв начин за доброто на човешката раса в съгласие с рационално обсъждане на ползата, както и на положението на животното в природата.

### Нравствена философия
Резюмирано в началото на неговия „Трактат за усъвършенстване на интелекта“ (Tractatus de intellectus emendatione) e ядрото на нравствената философия на Спиноза, това, което той смята, че е истинското и безвъзвратно добро. Спиноза смята, че добро и лошо са свързани концепции, твърдейки, че нищо не е вътрешно добро или лошо, освен ако не е свързано с определен индивид. Неща, които класически са възприемани като добри или лоши, според Спиноза са просто добри или лоши за хората. Спиноза вярва в една детерминистична Вселена, в която „всички неща в природата произтичат от определена необходимост и с максимално съвършенство“. В света на Спиноза нищо не става случайно и нищо не е непредвидено.

### Етика на Спиноза
Всичко, което се случва в природата, произлиза от основната природа на обектите или от Бог/Природата. Според Спиноза реалността е съвършенство. Ако обстоятелствата са възприети като злочести, това е така само заради нашата неадекватна представа за реалността. Докато компонентите на веригата причина-следствие не са отвъд разбирането на човешкия разум, човешкото схващане за безкрайно сложното цяло е ограничено заради границите на науката по пътя на опита да вземе под внимание цялата поредица. Спиноза твърди, че сетивното възприятие, при все че е практично и полезно за реториката, е недостатъчно за откриването на всеобхватната истина; математическият и логическият подход на Спиноза към метафизиката и следователно към етиката, заключава, че емоцията се формира от недостатъчно разбиране. Неговата концепция за „conatus“ (лат. старание, опит) посочва, че естествената човешка наклонност е стремежът към запазването на първичното битие и твърдението, че добродетелта/човешката сила се определя от успеха на това запазване на битието под ръководството на разума като централна нравствена доктрина на човека. Според Спиноза най-голямата добродетел е интелектуалната любов или знание за Бог/Природа/Вселена.

## История на приема на идеите му
Широко разпространено е вярването, че Спиноза уравнява Бог с материалния свят. В писмо до Хенри Олденбърг обаче, той заявява: „що се отнася до представата на определени хора, че идентифицирам Бог с природата (възприет като един вид маса или телесна материя), те са сбъркали“. Според немския философ Карл Ясперс, когато Спиноза написва „Deus sive Natura“ (Бог или Природата), Спиноза има предвид, че Бог е Natura naturans (самопричиняващо действие на природата; природа в активния смисъл), а не Natura naturata (вече създадена природа; пасивен Бог) и Ясперс вярва, че в своята философска система, Спиноза няма предвид, че Бог и Природа са заменими понятия, а че превъзходството на Бог чрез безкрайно многото му свойства и че две от тях, известни на хората, а именно мисъл и размножаване показват неговата иманентност. Дори Бог не може да бъде строго идентифициран с нашия свят. Този свят е естествено „делим“; има части. Но Спиноза твърди, че „нито един атрибут на субстанцията не може да бъде истински възприет, от което следва, че субстанцията може да бъде разделена“ и че „субстанция, която е абсолютно безкрайна, е неделима“. Следователно пантеистката формула „One and All“ (всички) би важала за Спиноза само ако едното (the „One“) запази своето превъзходство, а всички (the „All“) не се тълкуват като целокупност от ограничени неща.
Три от идеите на Спиноза имат силна притегателна сила за европейците на късния 18 век:
- Единството на всичко, което съществува
- Правилността на всичко, което се случва и
- Тъждествеността на дух и природа

Спиноза е смятан за атеист, защото използва думата „Бог“ да обозначи понятие, различно от това на традиционния юдейско-християнски монотеизъм. „Спиноза категорично отхвърля личността и съзнанието на Бог; той не притежава нито разсъдък, нито чувство, нито воля; не действа съобразно с някаква цел, но всичко непременно следва от неговата природа, според закона...“ Следователно хладният и безразличен Бог на Спиноза е антитезата на представата за антропоморфен, бащински Бог, който се грижи за човечеството.
Стивън Надлър предполага, че решаването на въпроса относно атеизма или пантеизма на Спиноза зависи от анализ на становищата. Ако пантеизмът е свързан с религиозност, тогава Спиноза не е пантеист, тъй като Спиноза вярва, че правилната позиция, която трябва да се заеме по отношение на Бог не е тази на почит или религиозно страхопочитание, а тази на обективно изследване и здрав разум, тъй като заемането на религиозна позиция би направила човека податлив на грешка или суеверие.

### Политическата теория на Спиноза
През късния 20 век Европа демонстрира по-голям философски интерес към Спиноза, често от лява или марксистка перспектива. Карл Маркс харесва неговата материалистична представа за Вселената. Всеки от бележитите философи Луи Алтюсер, Жил Дельоз, Антонио Негри, Етиен Балибар и Марилена Чауи черпят от философията на Спиноза.

## Произведения
- Tractatus de intellectus emendatione, 1661
- Renati Descartes principiorum philosophiae mori geometrico demonstrata, 1663 (превод: Начала на философията, доказани по геометричен начин, приложение към Декарт Р., Метафизика, София: ЛИК, 1996, с.143 – 184)
- Tractatus theologico-politicus, 1670 (превод: Богословско-политически трактат. Прев. от латински Христо Хр. Тодоров. Ред. Димитър Драгнев. София: Изток-Запад, 2019, 416 с.)
- Ethica, ordine geometrico demonstrata, 1677 (превод: Етика, София, Наука и изкуство, 1981)
- Tractatus politicus, 1677